# Borj Nord

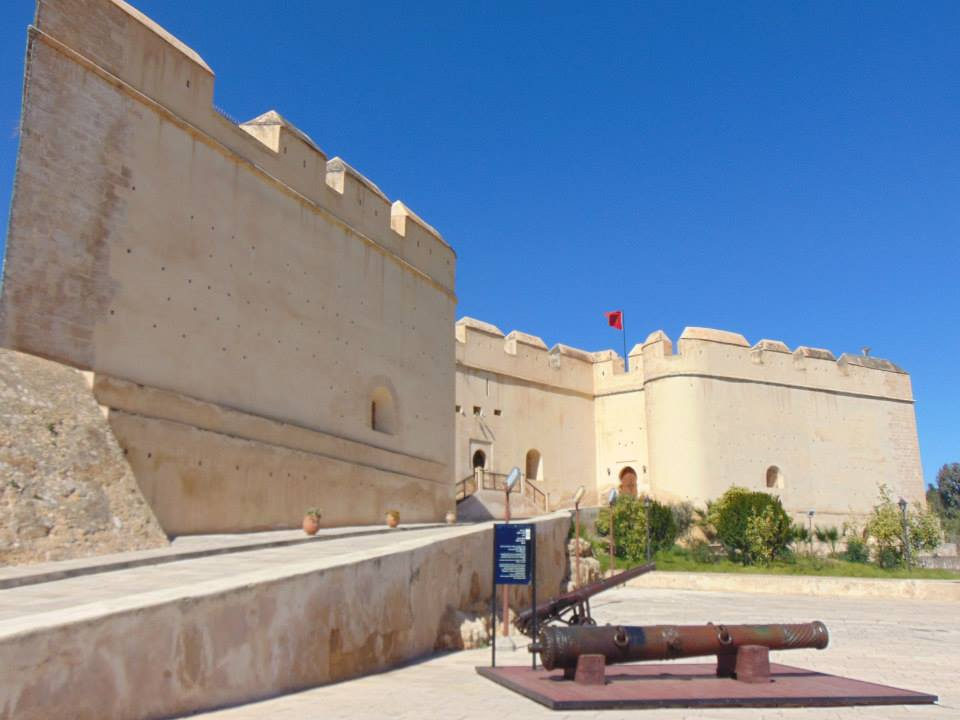
Borj Nord (Südseite)

Das Borj Nord (manchmal auch Burj Nord, arabisch برج الشمال, DMG Burǧ aš-Šamāl) ist eine Festungsanlage nördlich der Medina von Fès, Marokko; es dient heute als Waffenmuseum. Als Teil der Medina von Fès gehört es seit dem Jahr 1981 zum UNESCO-Welterbe.

## Lage
Das Borj Nord liegt auf einer ca. 415 m hohen Anhöhe etwa 200 m westlich des Hotel des Merinides bzw. etwa 500 m westlich der beiden Mausoleumsruinen aus der Zeit der Meriniden. Auf einer Anhöhe im Süden der Stadt befindet sich das etwa gleichzeitige, aber deutlich kleinere Borj Sud.

## Geschichte
Das zinnenbekrönte Borj Nord wurde im Jahr 1582 während der Herrschaft des Saadier-Sultans Ahmad al-Mansur nach dem Vorbild portugiesischer Festungsanlagen (z. B. der Cité Portugaise in El Jadida) fertiggestellt. Es diente zuerst der Kontrolle der Stadtbevölkerung; später wurde es zeitweise auch als Gefängnis genutzt.

## Architektur
Das nur in Teilen aus Stampflehm, sondern zumeist in europäischer Manier aus exakt behauenen Steinen erbaute Fort besteht aus einem quadratischen Kernbau mit vier seitlich abgerundeten Eckbastionen.

## Waffenmuseum
Die ausgestellten Exponate reichen bis in die Steinzeit zurück. Während der französischen Protektoratszeit (1912–1956) wurden viele über das Land zerstreute Waffen eingesammelt und vernichtet. Gut erhaltene Exemplare von Hieb- und Stichwaffen sowie von Schusswaffen wurden in der Festung des Borj Nord deponiert und später ausgestellt.